# Удалрихинги
Удалрихингите (на немски: Udalrichinger) са били франкско-алемански благороднически род с резиденция в Брегенц и Винтертур от 8 до 11 век.
Името на рода дава граф Удалрих I, син на граф Геролд от Винцгау и брат на Хилдегард и така зет на Карл Велики.
Те имали собственост през втората половина на 8 век около Бодензе и спечелват там голямо влияние. Те притежавали графства в Алп-, Брайз-, Тур-, Линц-, Арген- и Хегау.
Бурхардингите или Хунфридингите, които са владетели на Реция, не успяват да завладеят техните територии. През 854 г. те увеличават територията си с Панония, Клет-, Нибел- и Рейнгау. През 1040 г. родът се разделя на три линии Буххорн, графове на Брегенц и Пфулендорф.

## Родословен списък
1. Геролд I, 774/784 граф на Среден Рейн, † пр. 795; ∞ Имма, 778/786 доказана, дъщеря на граф Хнаби, сестра на граф Руатперт
  1. Геролд II, * 755/60, † 799 прародител на Геролдоните
  2. Хилдегард, * 758; † 30 април 783; ∞ Карл Велики
  3. Удалрих I, † 807, граф в Панония, граф в Брайзгау 780 – 807, граф на Бодензе
    1. Удалрих II, † сл. 815
    2. Ратберт (800/803), Руадберт (806/813 – 814), † 817, граф, 806 граф в Тургау, 807/813 – 814 граф на северния бряг на Бодензе, 807 граф в Аргенгау, 813 – 814 граф в Линцгау, погребан в Линдау
– вероятни потомци:
      1. Удалрих III, † 13 или 14 април пр. 896/900, 860 граф в Аргенгау, 867 наричан като „dilectus nepos“ (роднина) на крал Лудвиг Немски, 885/889 граф на северния бряг на Бодензе, 885 – 886 граф в Аргенгау, 889 граф в Линцгау
        1.  ? Удалрих IV, † 27 септември 894/26 май 896 – 900, 885/894 граф на северния бряг на Бодензе, 885 и 894 граф в Аргенгау, 891 граф в Линцгау и в Рейнгау, 894 наричан като „Udalrich junior“, ∞ Переххайде, 886/890 доказана
          1. Керолдус, 886 доказан
          2. Ирминдруд, 886/894 игуменка на Аадорф
          3. Персехдруд, 886 игуменка на Аадорф

без връзка:
Улрих V в Буххорн († 924), 912/920 граф; ∞ Вендилгарт († 926/пр. 958), племенница на Хайнрих I Птицелов – потомци: графовете на Брегенц